# Sidemia albipuncta
Sidemia albipuncta là một loài bướm đêm trong họ Noctuidae.